# Фінн Стоккерс
Фінн Стоккерс (нід. Finn Stokkers, нар. 18 квітня 1996, Барендрехт, Нідерланди) — нідерландський футболіст, нападник клубу «Гоу Егед Іглз».

## Ігрова кар'єра

### Клубна
Займатися футболом Фінн Стоккерс почав у своєму рідному місті Барендрехт. Пізніше він приєднався до клубної академії «Спарти» з Роттердама. У складі цього клубу 26 жовтня 2013 року Стоккерс дебютував у другому дивізіоні чемпіонату Нідерландів. А в сезоні 2015/16 Стоккерс допоміг команді виграти турнір Еертседивізі та підвищитися до елітного дивізіону. 13 серпня 2016 року в матчі проти «Зволле» нападник дебютував у вищому дивізіоні.
На початку 2017 року Стоккерс перейшов до «Фортуни» (Сіттард). І 3 лютого в першому ж матчі за нову команду відзначився забитим голом. Сезон 2019/20 футболіст провів у клубі НАК «Бреда». А влітку 2020 року підписав контракт з «Валвейком», де грав наступні два сезони.
Влітку 2022 року Стоккерс перейшов до стану «Гоу Егед Іглз». 7 серпня зіграв першу гру за нову команду. У сезоні 2024/25 у складі своєї команди нападник дебютував у матчах єврокубків — у кваліфікації Ліги конференцій. У травні 2025 року Стоккерс разом з «Гоу Егед Іглз» виграв національний Кубок Нідерландів.

### Збірна
З 2011 по 2016 роки Фінн Стоккерс виступав за юнацькі збірні Нідерландів.

## Титули
Спарта
- Переможець другого дивізіону: 2015/16

Гоу Егед Іглз
 Переможець Кубка Нідерландів: 2024/25